# 萊蒙托夫大道站
萊蒙托夫大道站（羅馬化：Lermontovsky prospekt）是莫斯科地鐵塔甘卡－紅普列斯尼亞線的一個車站，開通於2013年11月9日。該站所在地原本是莫斯科州的一部分，在1984年被劃入莫斯科市。